# Drop bear
En drop bear eller dropbear, direkte oversat til dansk "faldbjørn" eller "nedfaldsbjørn", er en skrøne i moderne australsk folklore, der omhandler en kødædende, rovdyrsudgave af koalaen (Phascolarctos cinereus). 
Dette opdigtede dyr bliver normalt nævnt i skrøner skabt til at skræmme turister. Mens koalaen er et almindeligt planteædende pungdyr (og ikke en bjørn), er drop bears beskrevet som usædvanligt store og ondsindede dyr, der bebor træer og angriber intetanende mennesker (eller andet bytte), der går rundt under dem ved at lade dem selv falde ned i hovedet på dem ovenfra.